# Levern
Levern ist ein Ortsteil in der Gemeinde Stemwede im nordrhein-westfälischen Kreis Minden-Lübbecke. Er hat etwa 2170 Einwohner. Seit 1984 ist der Ort anerkannter Erholungsort. Bis 2023 ist dieser Status gesichert.

## Geschichte

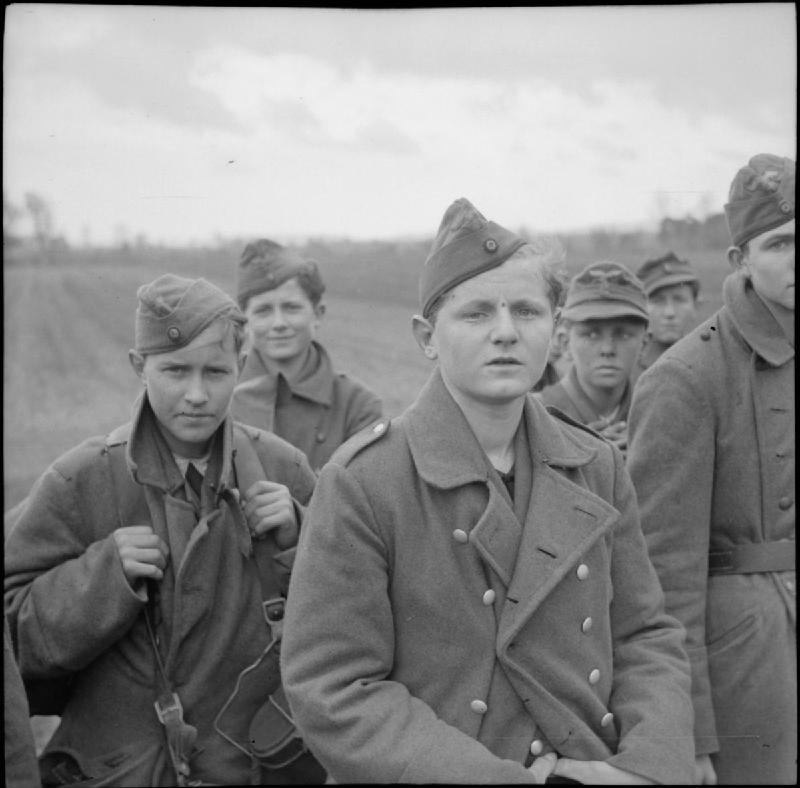
Kriegsgefangene, deutsche Flakhelfer am 4. April 1945 bei Levern.

Levern wurde in den Jahren zwischen 969 und 996 erstmals in einer Urkunde erwähnt. 1227 gründete Konrad I. von Rüdenberg, Bischof von Minden von 1209 bis 1236, ein Zisterzienserkloster in Levern. Das Kloster bestand 1543 schon nicht mehr; während der Reformation wurde das Kloster in ein freiweltliches, adliges Damenstift umgewandelt.
Levern war bis zur Franzosenzeit Sitz einer Vogtei im Amt Reineberg des Fürstentums Minden. Von 1807 bis 1810 war Levern der Hauptort des Kantons Levern im napoleonischen Satellitenstaat Königreich Westphalen. Von 1811 bis 1813 gehörte der Ort unmittelbar zu Frankreich und war dort Sitz der Mairie Levern im Arrondissement Minden des Departements der Oberen Ems.
1816 kam Levern zum neuen Kreis Rahden, aus dem 1832 der Kreis Lübbecke wurde. Im Kreis Lübbecke war Levern der Hauptort des Amtes Levern. Im Rahmen der nordrhein-westfälischen Gebietsreform wurde die Gemeinde Levern am 1. Januar 1973 in die neue Gemeinde Stemwede eingegliedert.
Bis in die 1950er Jahre war Levern ein Kurort, in dem dort natürlich vorkommende stark schwefelhaltige Quellen für ein Schwefelbad genutzt wurden. In einer von der Gemeinde Stemwede in Auftrag gegebenen Machbarkeitsstudie wurde festgestellt, dass es möglich ist, den Kurbetrieb zu rentablen Bedingungen wieder aufzunehmen.

## Wappen
| | Blasonierung: „In Blau eine silberne (weiße) Lilie, in blauem, allseitig golden (gelb) ummauertem Schildfuß zwei silberne (weiße) Wellenbalken.“ |
| Wappenbegründung: Das am 28. Oktober 1968 durch den Innenminister des Landes Nordrhein-Westfalen verliehene Wappen zeigt eine Lilie, welche als Mariensymbol bereits im Siegel des 1227 gegründeten Klosters Levern erhalten war. Der Schildfuß soll einen Brunnen symbolisieren und steht somit für die Heilquellen des Ortes. Die goldene Einfassung versinnbildlicht den Schwefelgehalt des Quellwassers. Die blaue Farbe des Wappenbildes ist Hinweis auf den blau-grauen Schiefer des Leverner Hügels. | |

## Flagge
|  | 00Hissflagge: „Die Flagge ist weiß-blau geteilt mit dem zum Liek hin verschobenen Wappen in der Mitte.“ Die Flagge wird auch als Banner geführt. |

## Ansässige Unternehmen
In Levern befindet sich die Zentralverwaltung und das Logistikzentrum der Fa. Rila Feinkost Importe. Seit 2007 ist dem Logistikzentrum der Bereich „Rila erleben“ mit einem Verkaufsraum, einem Veranstaltungszentrum, mehreren gastronomischen Einrichtungen und Gartenanlagen angeschlossen.

## Verkehr
Die am schnellsten von Levern aus erreichbaren Autobahn-Anschlussstellen sind Melle-Ost der A 30 sowie Osnabrück-Widukindland der A 33.

## Persönlichkeiten
- Judith Rave (1763–1807), Schriftstellerin
- Victor Pohlmeyer (1823–1898), Ingenieur und Erfinder

## Sonstiges
Südwestlich von Levern liegt das Naturschutzgebiet Lever Teich-Lever Bruch.

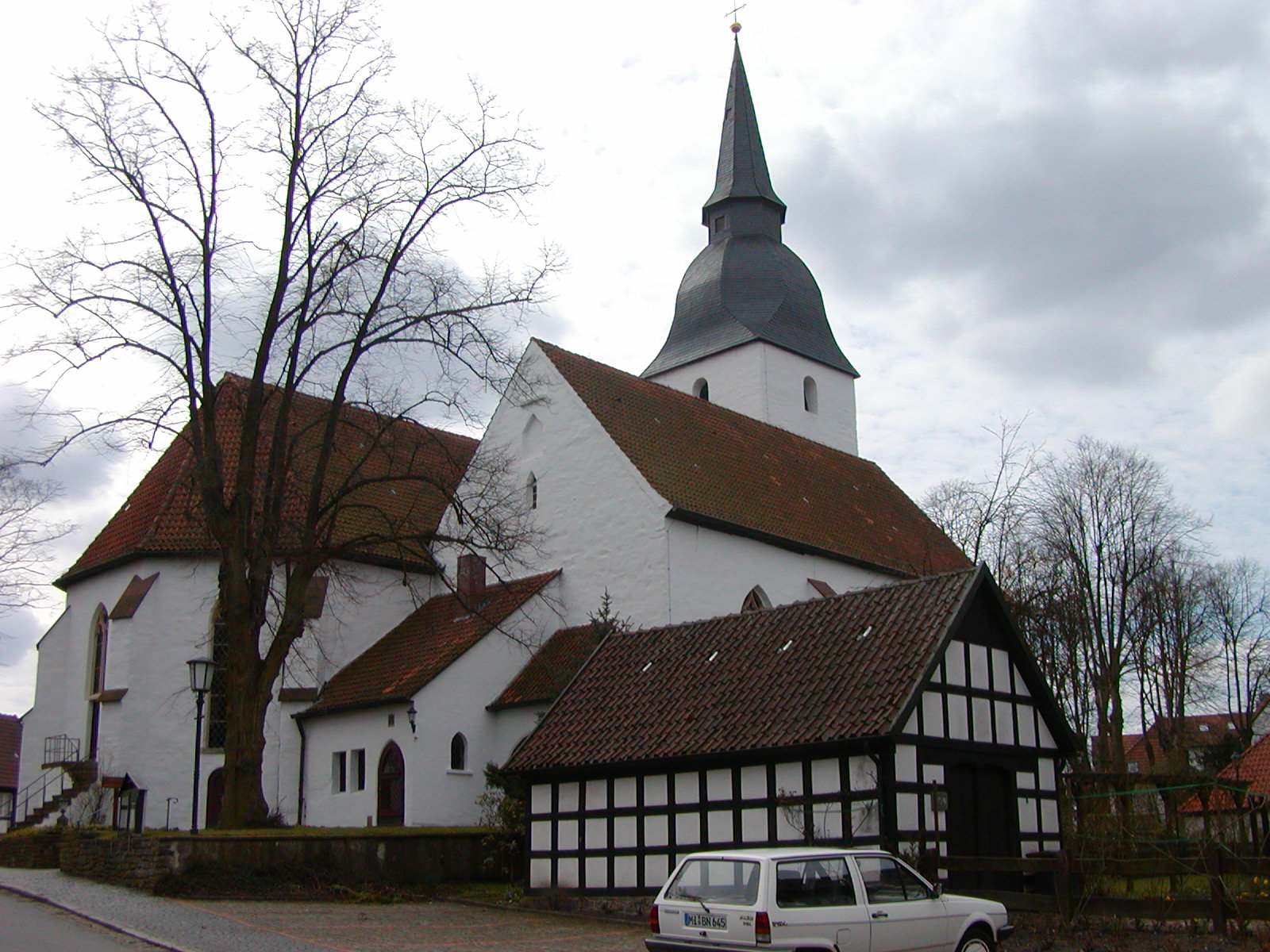
Kirche in Levern
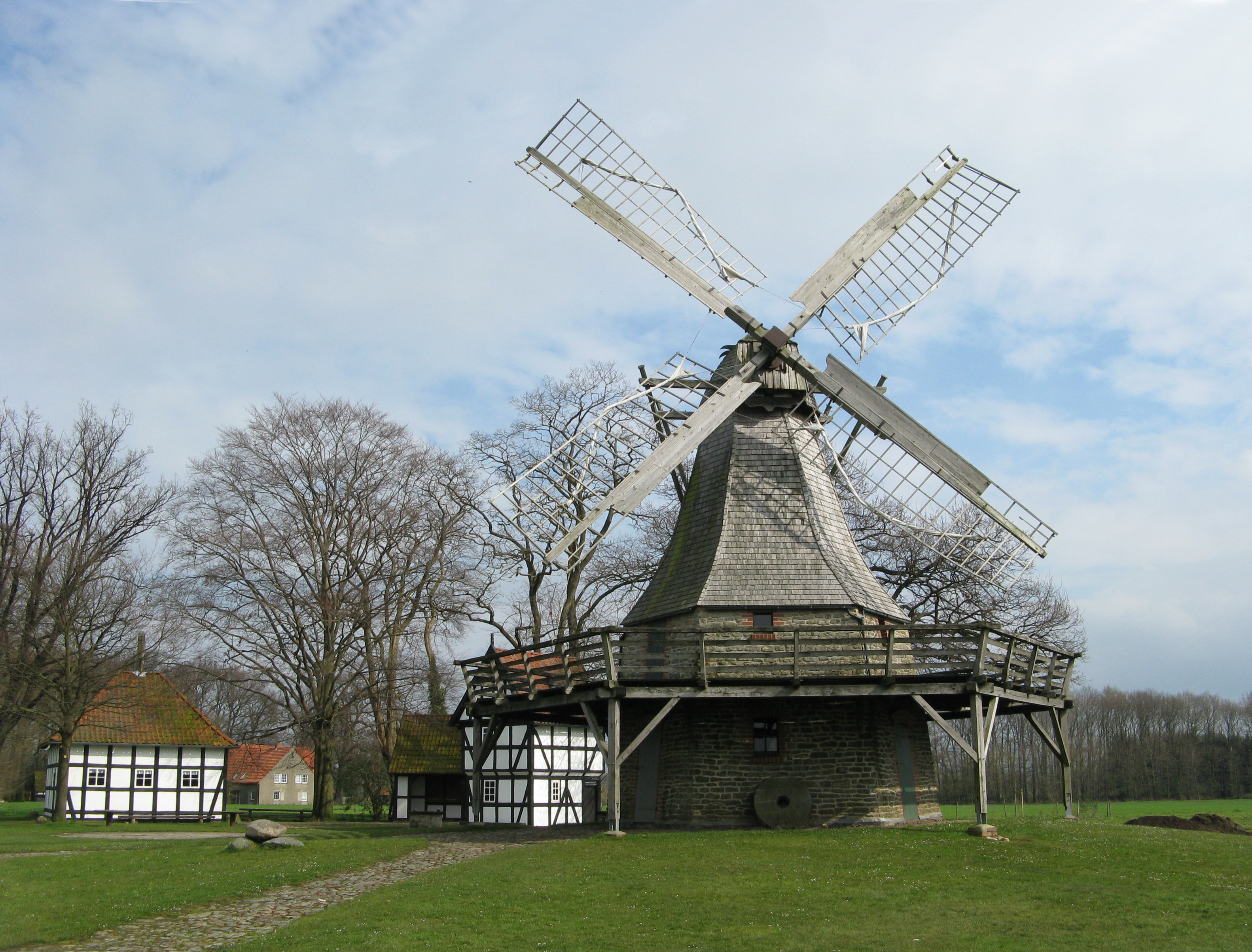
Windmühle
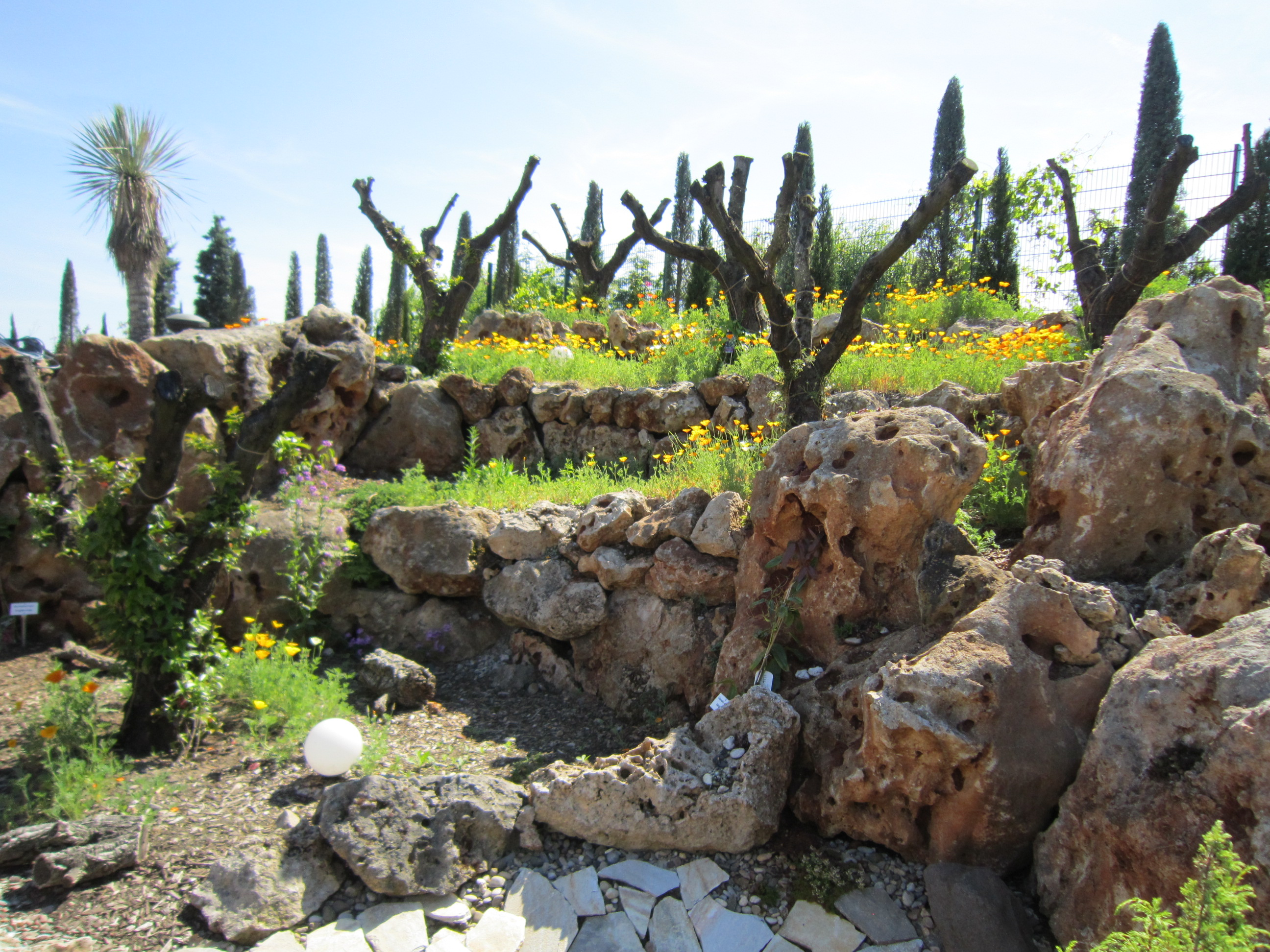
„Rila erleben“: Griechischer Garten
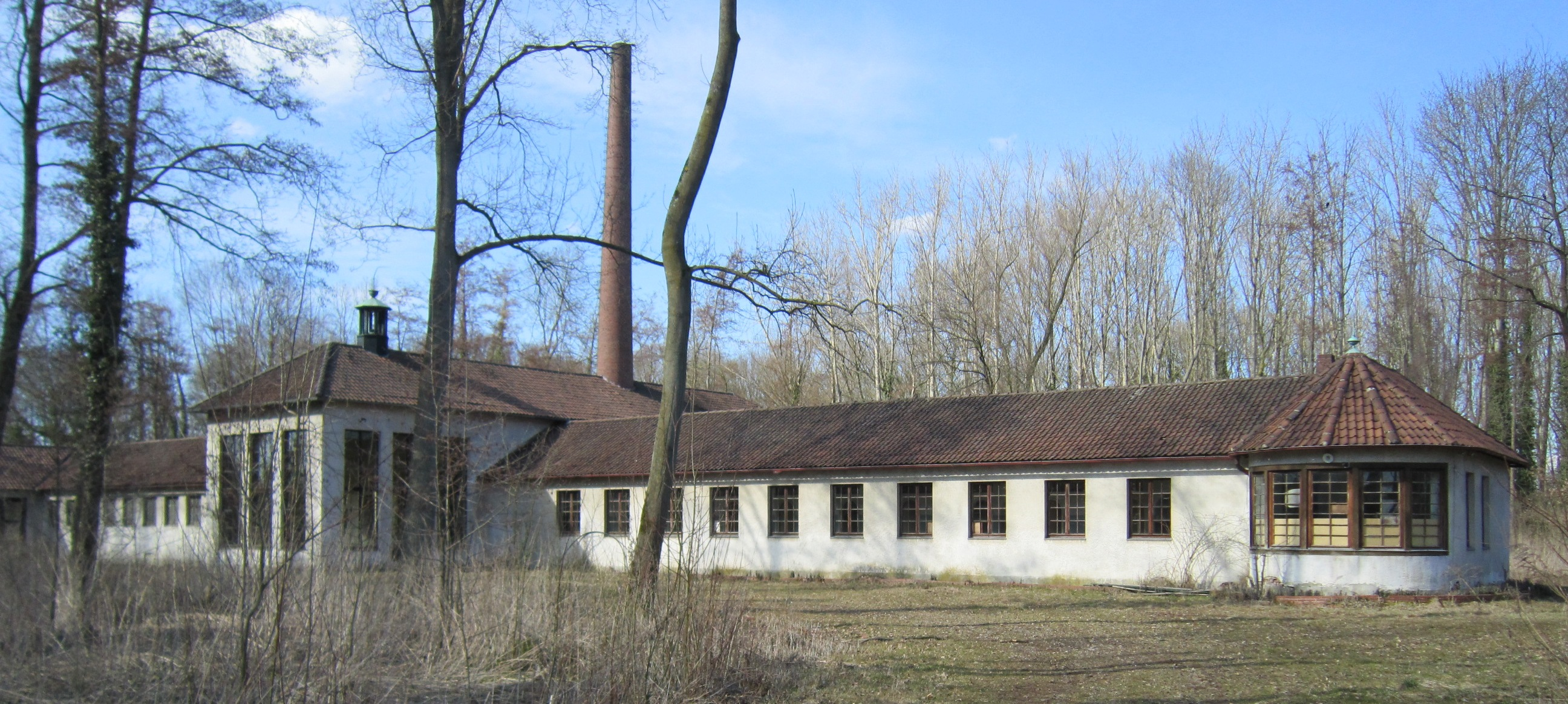
Derzeit ungenutztes ehemaliges Schwefelbad